# تئاتر کروسیبل
تئاتر کروسیبل (انگلیسی: Crucible Theatre) یک سالن نمایش با گنجایش ۹۸۰ نفر است که سال ۱۹۷۱ در شفیلد، یورک‌شر جنوبی انگلستان ساخته شد. علاوه بر اجراهای تئاتر، این سالن میزبان مسابقات جهانی اسنوکر است که مهم‌ترین رقابت اسنوکر حرفه‌ای در سطح جهان به‌شمار می‌رود.